# Dore Holm
Dore Holm – wyspa w Wielkiej Brytanii, należąca do archipelagu Szetlandów.